# Anticipation (musique)
Pour les articles homonymes, voir Anticipation.

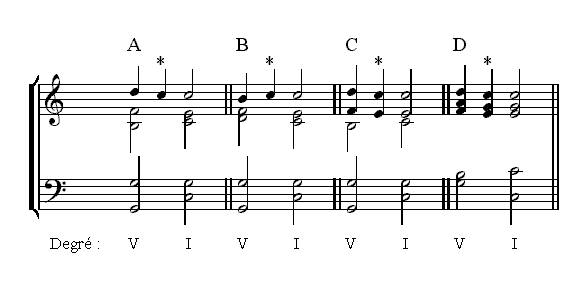
Anticipations sur cadence parfaite en do majeur

En harmonie tonale, une anticipation est une note étrangère que l'on fait entendre avant l'accord dont elle fait partie, c'est-à-dire pendant la durée de l'accord précédent, avec lequel par conséquent, elle forme une dissonance passagère. 
De la même façon que le retard peut être considéré comme le débordement d'une note sur la durée de l'accord suivant, l'anticipation peut être considérée comme le débordement d'une note sur la durée de l'accord précédent. Cependant, contrairement au retard qui se produit sur temps fort, l'anticipation se produit sur temps faible ou partie faible de temps, et est généralement de courte durée. Elle a pour principale caractéristique de mettre en valeur la note suivante — la note résolutive.
- La préparation de l'anticipation peut se faire par mouvement ascendant (exemple A) ou descendant (exemple B), généralement conjoint — mais ce n'est pas une obligation. La résolution de l'anticipation se fait sur la même note, devenue entre-temps note réelle du nouvel accord. Si la résolution se fait sur une autre note de l'accord à laquelle appartient l'anticipation, cette dernière doit être analysée comme une échappée.

- Les anticipations peuvent être simultanées (exemples C & D).

- Remarques

Si l'on fait entendre pendant la durée de l'anticipation l'accord auquel elle appartient, cette anticipation devient une syncope d'harmonie non fautive.
Comme tout ornement mélodique, l'anticipation, ne doit pas entraîner des fautes de réalisation. Si l'on remplace la note étrangère par la note réelle, l'enchaînement doit rester correct.